# Jemez

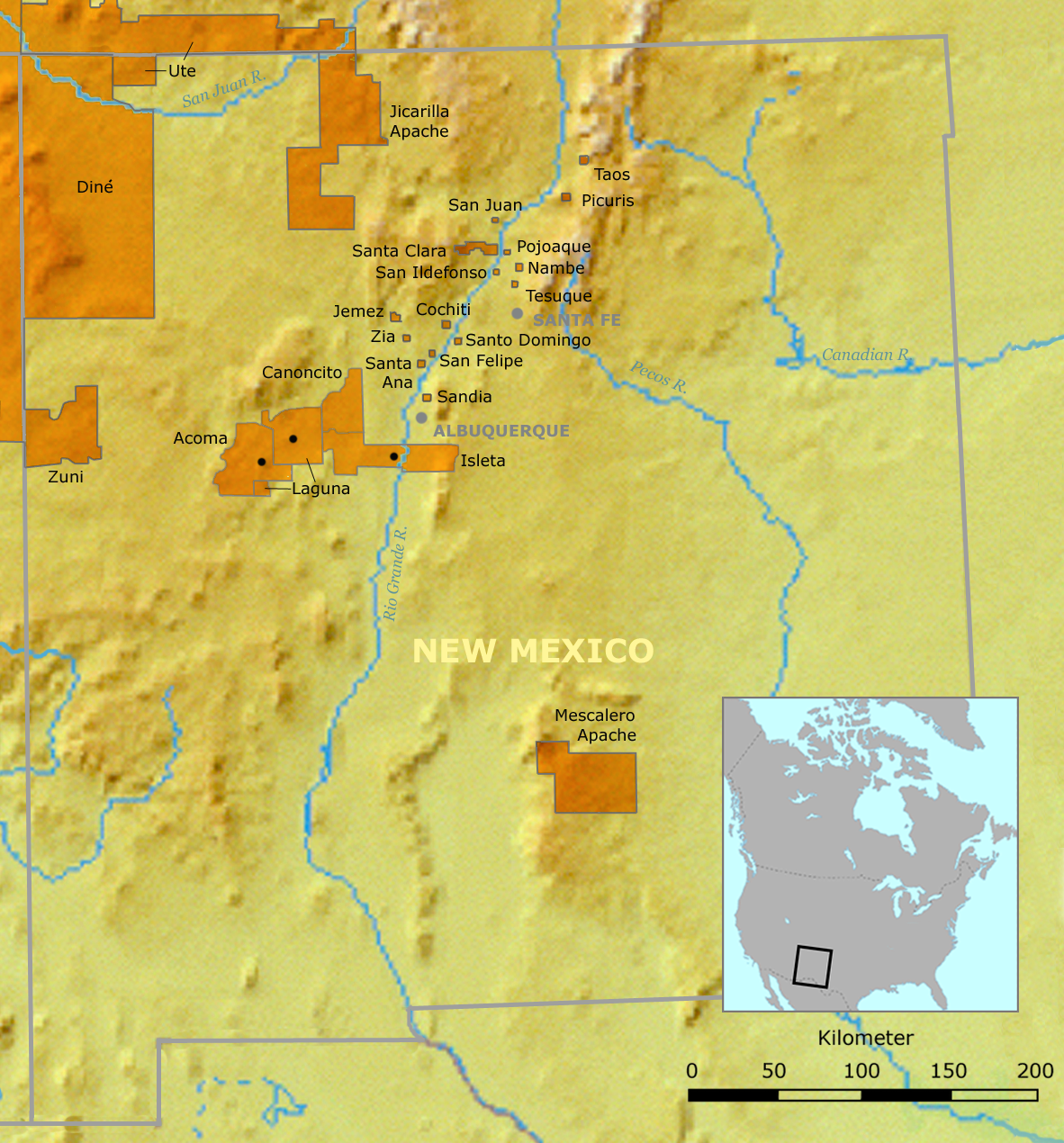
Lage des Jemez-Pueblos, benachbarter Pueblos und Reservate in New Mexico

Die Jemez (IPA xɛmɛθ oder xɛmɛs) oder Hį:mįsh (Hee-meesh oder Hemish) sind ein Indianervolk und gehören zu den Pueblo-Indianern im Südwesten der Vereinigten Staaten. Sie sprechen Towa (Jemez), eine Sprache aus der Kiowa-Tano-Sprachfamilie. Zur Zeit der ersten Kontakte mit den Spaniern bewohnten sie elf kleine Dörfer in der Agua-Caliente-Region; später lebten sie in mehreren Dörfern an den Nebenflüssen des Jemez Rivers, bevor sie ins Haupttal des Jemez westlich der heutigen Stadt Santa Fe in New Mexico umzogen; hier errichteten sie ihre heutige Hauptsiedlung Walatowa („Das ist der [richtige] Ort“), besser bekannt als Jemez Pueblo.

## Geschichte

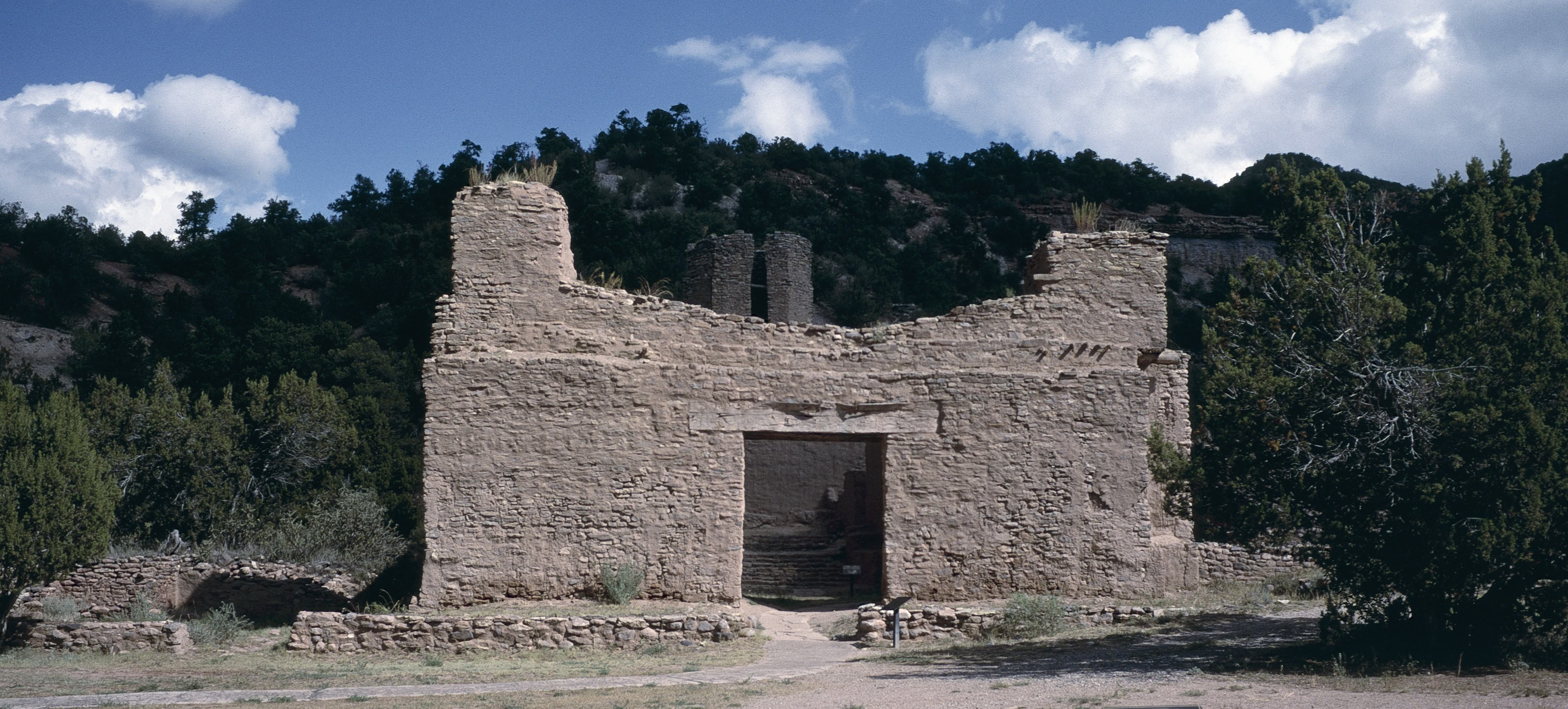
Kirche von San José de los Jemez, Guisewa, Jemez State Monument

Der früheste europäische Kontakt mit den Jemez  erfolgte, als 1541 Francisco de Barrio-Nuevo, einer der Hauptleute der Coronado-Expedition, in das Gebiet eindrang und sieben Pueblos im Raum von Aguas Calentes (Heiße Quellen) feststellte. 1598 berichtete Juan de Oñate sogar von elf Pueblos. Die bald einsetzenden Missionsbemühungen der Franziskaner waren zunächst erfolglos. Im Zuge der spanischen Politik, die indianische Bevölkerung möglichst an einem Ort zu vereinigen, brachte man die Jemez zur Aufgabe der meisten ihrer Pueblos, so dass sie 1625 in nur drei Dörfern zusammengefasst waren, in Patoqua, Astialkawa und Guisewa. Dort errichteten die Spanier Missionsstationen. Die Ruinen von Guisewa sind heute in Jemez State Monument unter Schutz gestellt. Von Anfang an verhielt sich der Stamm feindlich gegenüber den Spaniern.
1622 vertrieben Überfälle der Navajo die Einwohner aus Patoqua und Guisewa, wo die neu errichtete Kirche ebenfalls zerstört wurde. 1627 wurden unter dem Franziskaner Martín de Avenida die Jemez wieder in Guisewa zusammengefasst und die Kirche erneut aufgebaut. Etwas später verbündeten sich die Jemez mit den Navajo um die Spanier loszuwerden, der Aufstand schlug jedoch fehl. Die Spanier übten grausame Vergeltung. Dieses Ereignis veranlasste die Jemez, sich am erfolgreichen Pueblo-Aufstand von 1680 zu beteiligen, in dem viele Spanier getötet und die übrigen nach El Paso vertrieben wurden.
Spanische Versuche, Jemez wieder zu erobern, wurden von den Einwohnern abgewehrt, die sich jedes Mal in befestigte Stützpunkte auf der nahen Mesa zurückzogen, wenn Soldaten erschienen. Von diesen Festungen aus überfielen sie die Santa Ana und Zia, die mit den Spaniern verbündet waren. Im Jahre 1694 griffen Diego de Vargas und die verbündeten Indianer aus Santa Ana, Zia und San Felipe ihr Dorf auf der Mesa an; die Überlebenden dieser Schlacht wurden in Giusewa neu angesiedelt.
Bald danach bekamen die Jemez jedoch militärischen Beistand von den Zuñi, Acoma und Navajo und nahmen erneut den Kampf gegen die Pueblos im Süden auf. Die Jemez-Rebellion wurde schließlich niedergeschlagen und die Geflüchteten fanden Asyl bei den Navajo und Hopi. Die Hemis-Kachina, eine populäre Figur bei den Niman-Tänzen, wurde in jener Zeit von den Jemez zu den Hopi gebracht. Um 1703 kehrten die meisten Jemez in das Jemez-Tal zurück und erbauten an der vorherigen Stelle ihre heutige Siedlung Walatowa („Das ist der [richtige] Ort“), die meist als Jemez Pueblo bekannt ist, wieder auf. 1836 kam es zu einer Vereinigung mit den übriggebliebenen Einwohnern von Pecos, einem Towa sprechenden Pueblo im Galisteo-Becken.

## Lebensweise und Kultur
Obwohl viele Familien kleine Gärten bestellen, nimmt der Ackerbau in der Wirtschaft des Pueblos immer stärker ab. Dafür sorgen Viehzucht und Saisonarbeit für ein angemessenes Einkommen. Trotzdem gibt es eine hohe Arbeitslosigkeit im Pueblo, weil die Entfernung zu den großen Städten weit ist. Geflochtene, schüsselförmige Körbe aus Yucca, Töpfereien mit auffallend plakativ gemalten Mustern und schöne Stickereien werden heutzutage im Pueblo in Handarbeit hergestellt. Im ausgehenden 20. Jahrhundert gab es etwa 2.500 Bewohner in dem 350 km² großen Reservat.